# Wilhelm Wirtinger
Wilhelm Wirtinger   (Ybbs an der Donau, 15 de juliol de 1865 - Ybbs an der Donau, 15 de gener de 1945) va ser un matemàtic austríac que va ser editor de la revista Monatshefte für Mathematik a partir de 1903.

## Vida i obra
Als vuit anys, Wirtinger va contraure una diftèria combinada amb una escarlatina; tot i que es va recuperar d'aquesta estranya combinació de malalties, li van deixar una sordesa permanent que li va dificultar molt la vida. Abans d'entrar a la universitat va fer els seus estudis als instituts de Seitenstetten, Melk i Sankt Pölten. Va fer els estudis universitaris a la universitat de Viena en la qual es va doctorar el 1887. Després d'una estança a Alemanya, sobre tot a la universitat de Göttingen on va rebre la influència de Felix Klein, va obtenir l'habilitació per a la docència a la universitat de Viena el 1890, passant a ser assistent d'Emanuel Czuber a la Universitat Tècnica de Viena.
El 1895 va ser nomenat professor de la Universitat d'Innsbruck, càrrec en el qual va romandre fins al 1903, moment en què va tornar a la universitat de Viena. Aquest mateix any, també va ser nomenat editor de la revista Monatshefte für Mathematik. Es va retirar de la docència el 1935.
Wirtinger va ser un especialista en la teoria de les varietats abelianes i de les funcions zeta. A partir dels anys 20's, es va interessar en la teoria de nusos, engrescant al deu deixeble Kurt Reidemeister en el seu estudi.